# Comandancia Frías
Pour les articles homonymes, voir Frias (homonymie).
Comandancia Frías est une localité argentine située dans la province du Chaco et dans le département de General Güemes. Elle dépend administrativement de la municipalité de Fuerte Esperanza, dont le centre urbain se situe à environ 76 km ; elle dispose d'une délégation municipale de Fuerte Esperanza. Elle est située sur la rive droite du rio Bermejito, et est occasionnellement affecté par les crues du fleuve.
Cette zone est très importante car elle constitue l'un des rares centres de population reconnus dans l'extrême nord du Chaco. Plusieurs institutions, telles que des écoles et des centres de santé, situées dans la localité, fournissent des services à une vaste zone. Les Wichís constituent une partie très importante de la population locale.

## Institutions et infrastructures
Comandancia Frías abrite une délégation municipale, une école, un tribunal de paix, une école primaire de catégorie 2, un poste de santé A, une délégation de police qui dépend de Juan José Castelli, un générateur d'énergie électrique, une salle communautaire, une chapelle, une station d'épuration et un réseau de distribution d'eau (non potable).
En mars 2009, des équipements de purification de l'eau ont été achetés.

## Démographie
L'Indec n'a pas reconnu Comandancia Frías comme une agglomération urbaine lors du recensement de 2001. Cependant, selon le Puesto de Salud, en 1998, elle était habitée par 613 personnes, dont 25 % de Wichís.
Les aborigènes vivent dans deux quartiers : Medialuna à l'ouest et La Quinta à l'est. Les Wichís ont un comportement nomade. Leur zone d'influence compte quelque 49 sites, dont Los Madrejones, La Nación et Campo Grande.

## Histoire
Certains récits oraux indiquent que la localité a été formée par des habitants qui revenaient de travailler à El Tabacal et séjournaient dans différents endroits, dont la Comandancia Frías.
Lorsque le Territoire national du Chaco a été créé vers 1890, la quasi-totalité de la région n'était pratiquement pas peuplée, surtout à mesure que l'on s'éloignait de la ville de Corrientes ; le département de Caaguazú, créé à cette époque, occupait toute la partie occidentale de la province à partir du méridien 60°, avec pour chef la Comandancia Frías. La localité a été abandonnée par des invasions successives, et en 1917 le chef de la province est devenu la localité de Wichí - El Pintado.

## Économie
Au sein de la population créole, l'activité principale est l'élevage de bétail. Les Wichís maintiennent leur subsistance traditionnelle basée sur la chasse, la pêche et la cueillette ; bien que certains aient des emplois temporaires, d'autres élèvent du bétail et vendent également des produits artisanaux. Il y a une scierie dans le village.

## Flore
Entourée par El Impenetrable, la zone est extrêmement plate, et la végétation se présente sous forme de prairies ou de forêts boisées ; ces dernières comprennent le palo santo, le quebracho colorado, le quebracho blanco, le simbolar et le . Il existe des lagunes résultant des anciens lits du río Bermejo.
La station météorologique la plus proche se trouve à Rivadavia, à 60 km, et il n'y a donc pas de données précises. Dans cette région, l'isotherme de janvier est de 23° et celui de juin de 26°. Les précipitations annuelles sont estimées à 600 mm, avec un indice de déficit hydrique de 550 mm.

## Voies de communication
Sa principale voie de communication est une route provinciale qui la relie au sud-est à Fuerte Esperanza.